# Manuel Maurozomes
Manuel Maurozomes foi um líder militar bizantino, filho de Teodoro Maurozomes com uma filha bastarda do imperador bizantino Manuel I Comneno.

## História
Após a captura de Constantinopla e a fundação do Império Latino em 1204 durante a Quarta Cruzada, Manuel Maurozomes lutou em 1205 e 1206 a favor de Caicosroes I, que era então o sultão seljúcida de Rum.
A filha de Manuel, cujo nome não sabemos, se casou com o sultão. O filho deles, Caicobado I, reinou como sultão entre 1220 e 1237 e o neto Caicosroes II, entre 1237 e 1246.